# Revin
Revin este un oraș în nordul Franței, în departamentul Ardennes în regiunea Champagne-Ardenne, pe cursul fluviului Meuse.
1. ↑  répertoire géographique des communes, accesat în 26 octombrie 2015
2. ↑  dataset of postal codes in France, 1 octombrie 2018